# Подшарье
Подшарье — деревня в Гдовском районе Псковской области России. Входит в состав Плесновской волости.

## География
Деревня находится в северной части Псковской области, в зоне хвойно-широколиственных лесов, к востоку от реки Плюссы, на расстоянии примерно 24 километров (по прямой) к востоку от города Гдова, административного центра района. Абсолютная высота — 95 метров над уровнем моря.

### Климат
Климат характеризуется как умеренно континентальный, с относительно коротким тёплым летом и продолжительной, как правило, снежной зимой. Средняя многолетняя температура самого холодного месяца (января) составляет −8°С, температура самого тёплого (июля) — +17,4°С. Среднегодовое количество осадков — 684 мм.

### Часовой пояс
Деревня Подшарье, как и вся Псковская область, находится в часовой зоне МСК (московское время). Смещение применяемого времени относительно UTC составляет +3:00.

## История
По X ревизии 1858 года в деревне проживало 34 человека (14 мужчин и 20 женщин).
По данным подворной переписи в 1882 году в деревне Подшарье Новоопельского сельского общества Язвинской волости Гдовского уезда Санкт-Петербургской губернии проживало 39 крестьян-собственников (21 мужчина, из них 2 грамотных, и 18 женщин) в 9 семьях (из них 6 семей имели дом и землю, 2 семьи — только дом, 1 мужчина был бездомным и безземельным), на которых приходилось 2,6 десятин усадьбы, 28 десятин пашни и 45,8 десятин прочей удобной земли, а также 0,6 десятин неудобной земли. Количество посева составляло 77 мер овса, 75 мер ржи, 40 — картофеля, 31 меру ячменя и 35 мер других растений. С надельных лугов собирали 1100 пудов сена. Из скота имелось 5 лошадей, 9 коров и 7 телят, 6 овец и 2 свиньи. Имелось 12 изб, кузница и другие строения. Все 9 семей занимались сельскохозяйственными работами, некоторые также и другими промыслами.
Перед началом Великой Отечественной войны здесь было 17 дворов.
К началу 2020-х годов в деревне оставалось два частных дома.

## Население
| 2001 | 2002 | 2010 |
| ---- | ---- | ---- |
| 0    | →0   | →0   |